# Oophaga lehmanni
Oophaga lehmanni is een kikker uit de familie pijlgifkikkers (Dendrobatidae). De soort werd voor het eerst wetenschappelijk beschreven door Charles William Myers en John William Daly in 1976. Oorspronkelijk werd de wetenschappelijke naam Dendrobates lehmanni gebruikt. De pijlgifkikker behoorde lange tijd tot het geslacht Dendrobates. De soortaanduiding lehmanni is een eerbetoon aan Frederico Carlos Lehmann Valencia (1914–1974).

## Uiterlijke kenmerken
Veel pijlgifkikkers kennen een grote variatie als het gaat om de lichaamskleur maar Oophaga lehmanni is relatief eenvoudig te onderscheiden door de zwarte basiskleur en de kenmerkende rode, oranje of knalgele brede dwarsbandering van het lichaam. De snuitpunt is altijd gekleurd, een brede afstekend gekleurde band loopt over de nek en keel, een tweede rond de achterzijde voor de poten. De achterpoten zijn bij de dijen en enkels geel tot rood gekleurd, bij de voorpoten komt de kleur terug op de onderarmen. De maximale lengte is ongeveer 3,5 centimeter.

## Algemeen
Oophaga lehmanni komt endemisch voor in de rivier de Anchicayá in Colombia. De soort leeft in regenwouden van 850 tot 1220 meter boven zeeniveau. Tegenwoordig zijn er zes bekende locaties waar de soort leeft, waaronder Parque Nacional Farallones.
Het voedsel bestaat uit kleine insecten. Ook giftige prooien worden gegeten en het gif wordt zoals bijna alle pijlgifkikkers doen naar de huid getransporteerd en gebruikt voor de verdediging. Deze soort echter verliest zijn giftigheid als deze prooien niet voorhanden zijn en maakt geen gif aan zoals sommige andere soorten. De soort is sterk verwant met Oophaga histrionica, de soorten kunnen zich onderling ook voortplanten, nakomelingen zijn soms moeilijk te determineren. Een verschil is dat O. histrionica wel toxinen aanmaakt (histrionicotoxine). De huid van Oophaga lehmanni wordt gebruikt in de farmaceutische industrie.
Deze soort is populair in de dierenhandel, maar de meeste exemplaren die zijn ingevoerd hebben niet lang geleefd omdat Dendrobates lehmanni niet bepaald een makkelijke soort is om in leven te houden.

## Voortplanting
Het mannetje maakt een plek schoon enkele meters boven de bodem tussen de bladeren, waarna met gekwaak een vrouwtje wordt gelokt. Als deze de eitjes heeft afgezet, worden ze door het mannetje bevrucht en bewaakt. Nadat de kikkervisjes zijn uitgekomen, brengt het vrouwtje iedere larve naar een ander poeltje, om te voorkomen dat ze elkaar opeten, larven van pijlgifkikkers zijn vaak zeer kannibalistisch.

## Beschermingsprojecten
Een fokprogramma voor Oophaga lehmanii is opgezet door Cali Zoo. Deze dierentuin zet zich bovendien in voor beschermingsprojecten in het natuurlijke leefgebied van de soort.
Tevens is er een Colombiaans fokprogramma met onder andere Oophaga lehmanni gaande bij Tesoros de Colombia. Naar de Verenigde staten van Amerika en naar Europa zijn meerdere nakweekdieren overgedragen en ook deze dieren hebben zich al vermeerderd. Door deze dieren in de handel te introduceren wordt el een legaal alternatief geboden voor illegaal gevangen en gesmokkelde dieren.